# 剑桥大学Tripos制度
剑桥大学的 Tripos （ /ˈtraɪpɒs/ /ˈtraɪpɒs/  ，复数为 “Triposes” 或 “Tripodes”），有两个意义：一是指本科学生及部分硕士学生的学位考试，二是本科生及部分硕士生为准备 Tripos 考试所上的课程。例如，数学系的本科生被称为“正在学习数学 Tripos”，而英语文学系的本科生则正在“学习英语 Tripos”。Tripos 类似于英国其他大学的“课程”（英语：Course 或 Programme），入学前已确定，不似美国大学般允许学生入学后选择专业。同时，部分 Tripos 涉猎广泛，如自然科学 Tripos，包含物理、化学、天文学、生物学、计算机科学等学科，允许学生选择细分。 

## 名称渊源
Tripos 一词语源不甚明了，可能来自于以前学位候选人接受口头考试时曾坐的三角凳， (见英语“三脚架”，tripod，来自于希腊语“三”+“脚”)。

## 学制介绍
Tripos 一般分为两部分：第一部分（Part I）是基础，内容较为宽泛。第二部分（Part II）更为进阶，允许学生自己选择专业领域，进行方向细分。剑桥大学学士学位（B.A.）通常需要三年完成，因此第一部分或第二部分其中之一历时两年（如细分为Part IA、Part IB），另一者历时一年。具体细则可因学科不同而异。 
一些科目还提供了选修的第三部分（Part III），如数学 Tripos。学生不需学习第三部分亦可完成学士学位。部分科目允许完成第三部分课程的学生在毕业时同时获得学士学位和硕士学位。 
举例而言，科学类的自然科学（Natural Sciences） Tripos，提供第三部分（Part III）课程，允许学生在毕业时除获得学士学位（B.A.），亦同时获得科学硕士学位（M.Sci.）。工程学 Tripos 则分为四个部分，每个部分对应一个学年，共四年，学生毕业时同时授予学士学位和工程硕士学位（M.Eng.）。 
剑桥大学的数学 Tripos（Mathematical Tripos）尤为著名。数学 Tripos 学制一般为三年，学生毕业时获得学士学位（B.A.）。第三年考试成绩优异者可选择留校一年，继续学习数学 Tripos 第三部分（Part III of the Mathematical Tripos），外校本科毕业生也可以直接申请第三部分。Tripos 第三部分的的学生毕业时，剑桥本科生会获得数学硕士（M.Math）学位，非剑桥本科生会获得深入研究硕士（Master of Advanced Study，M.A.St.）学位。